# Ellíðavatn
Ellídavatn (écrit Ellíðavatn en islandais) est un lac d'Islande, dans la banlieue de Reykjavik. 
Il est situé aux environs du site naturel de Heiðmörk et alimente en eau la région de Reykjavik.